# Impatiens tsararavina
Impatiens tsararavina är en balsaminväxtart som beskrevs av Fischer och Raheliv. Impatiens tsararavina ingår i släktet balsaminer, och familjen balsaminväxter. Inga underarter finns listade i Catalogue of Life.